# Сиф Атладоуттир
Сиф Атладоуттир (исл. Sif Atladóttir, 15 июля 1985 года, Дюссельдорф, ФРГ) — исландская футболистка, защитник шведского клуба «Кристианстад» и сборной Исландии.

## Биография
Представительница знаменитой футбольной династии. Её дед Эвальд Миксон (1911—1993) провёл 7 матчей за сборную Эстонии в 1930-е годы. Был служащим эстонской политической полиции. После окончания Второй мировой войны эмигрировал в Исландию, где жил под именем Эдвальд Хинрикссон. Отец Атли Эдвальдссон (1957—2019) и дядя Йоуханнес (1950—2021) также были футболистами, выступали за сборную Исландии. Значительную часть карьеры её отец провёл в Германии, где Сиф и появилась на свет. Её младший брат Эмиль Атласон (р. 1993) также стал футболистом.

### Клубная карьера
На взрослом уровне начинала играть в 2000 году в чемпионате Исландии. Выступала за команды «Хабнарфьордюр» (2000—2003; 2005), «Рейкьявик» (2004), Троуттур Рейкьявик (2006), «Валюр» (2007—2009).
С 2010 по 2011 год была игроком немецкого клуба «Саарбрюккен». С 2011 года выступает за шведский «Кристианстад».

### Карьера в сборной
Выступает за сборную Исландии с 2007 года. 
В составе сборной была участницей трёх чемпионатов Европы: 2009, 2013 и 2017.